# Mont Krusenstern

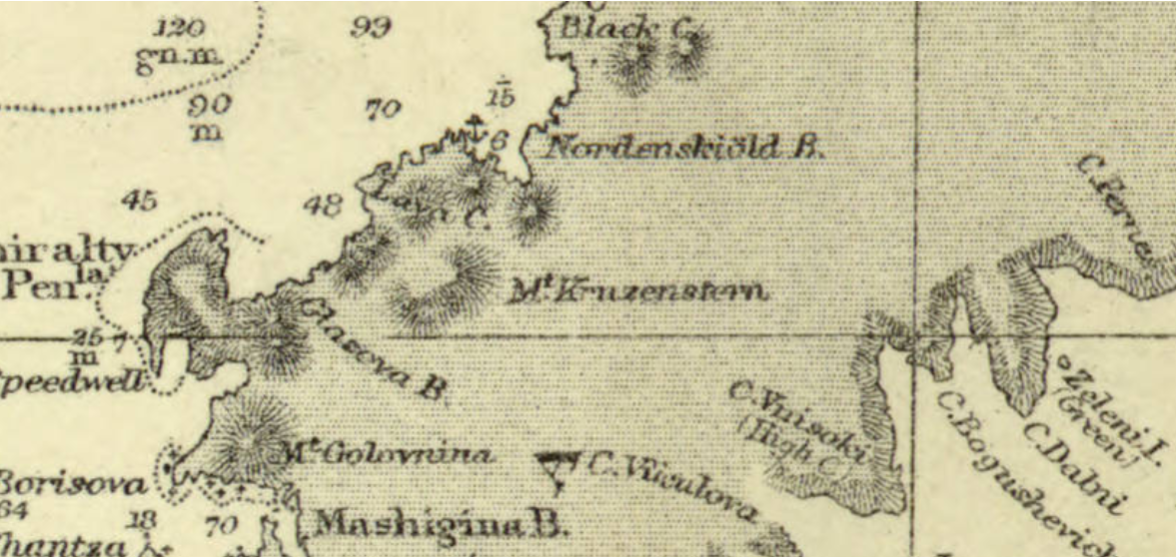

El Mont Krusenstern (rus: Гора Крузенштерна, Gora Kruzenxterna) és una muntanya de l'illa del Nord de Nova Terra, a Rússia. Amb 1547 msnm és el pic més alt de l'óblast d'Arkhànguelsk.
La muntanya es troba a la vora de la costa nordoccidental de l'illa, a prop de la badia de Nordenskiöld i de la glacera Glazov. Fiódor Litke (1797-1882), va cartografiar la costa occidental de Nova Terra durant un total de quatre expedicions entre el 1821 i 1824 i li va donar el nom de l'almirall Adam Johann von Krusenstern (1770–1846) a la muntanya.